# Eduard Dubský
Eduard Dubský, vlastním jménem Eduard Neckář (19. listopadu 1911 Jihlava – 2. března 1989 Praha), byl český herec, strýc muzikanta a herce Václava Neckáře a jeho bratra Jana Neckáře.

## Životopis
Po středoškolských studiích na gymnáziu nastoupil v roce 1931 k divadelní společnosti Marie Zieglerové, zde pak hrál dva roky. Jedinou sezónu pak prožil v někdejším Tylově divadle v pražských Nuslích.
Poté následovala prezenční vojenská služba, po ní pak v letech 1935–1938 činnost u divadelní společnosti J. Bittla. V letech 1938–1940 hrál ve Východočeském divadle v Pardubicích. Od roku 1941 až do konce druhé světové války v roce 1945 byl hercem a režisérem ostravské činohry, odkud pak již natrvalo přešel do Prahy. Zde nejprve v letech 1945–1947 působil ve smíchovském v Realistickém divadle, posléze v letech 1948–1950 v Divadle státního filmu. Zbytek své kariéry, bezmála 35 let, hrál v Městských divadlech pražských, kde byl v angažmá od roku 1950 až do roku 1984. Zde velmi často vystupoval zejména v situačních či konverzačních komediích.
Ještě za války, kdy působil v Ostravě začal také natáčet filmy, zprvu se jednalo pouze o krátké snímky, které točil režisér Bořivoj Zeman ve Zlíně v Baťových ateliérech. Po válce se situace změnila, Bořivoj Zeman začal natáčet také celovečerní hrané filmy, což způsobilo, že v té době obdržel dvě větší filmové role v Zemanových snímcích Mrtvý mezi živými z roku 1946 a Nevíte o bytě? z roku 1947. Odstartovala tak jeho poměrně dlouhá filmová i televizní kariéra, během které vytvořil přes 50 dalších rolí, povětšinou se ale jednalo o menší nebo i epizodní role.
Kromě divadla a filmu šlo také o rozhlasového a dabingového herce.

## Zajímavost
Společně se svým synovcem Václavem Neckářem si v roce 1979 zahrál drobnou roli ve snímku Pan Vok odchází.

## Příbuzenstvo
Jeho syn Rupert Dubský emigroval do Švýcarska, kde působil jako herec, režisér a libretista, jeho bratr Václav Neckář starší také působil u divadla, Václavovi synové resp. oba jeho synovci Václav a Jan Neckářovi se stali známými hudebníky.

## Divadelní role, výběr
- 1955 Julius Zeyer: Stará historie, Lionato, Divadlo komedie, režie Karel Svoboda
- 1955 G. B. Shaw: Pygmalion, Henry Higgins, Komorní divadlo, režie Ota Ornest
- 1957 N. Richard Nash: Obchodník s deštěm, File, Komorní divadlo, režie Rudolf Hrušínský
- 1958 Dymphna Cusacková: Ráj v Tichomoří, Kapitán Clive Everett, Komorní divadlo, režie Miroslav Macháček
- 1960 Jan Martinec: Hlavní přelíčení jsou veřejná, Dr. Malík, Komorní divadlo, režie Karel Svoboda
- 1961 Leon Kruczkowski: Smrt guvernéra, Policejní prefekt, Komorní divadlo, režie Ota Ornest
- 1962 M. Roli, L. Vincenzoni: Sbohem, Lugano, Prokurátor Katzmann, Komorní divadlo, režie Václav Hudeček
- 1966 Alec Coppel: Hraběte jsem zabil já!, Bernard Froy, Divadlo ABC, režie František Miška
- 1973 Claude Magnier: Co je ti, Hermínko?, Alfréd, Divadlo ABC, režie Karel Svoboda

## Televize
- 1969 Hádavá pohádka (TV pohádka) – role: generál granátníků
- 1969 Hvězda (hořká komedie) – role: muž-světák[5]
- 1970 Kamarádi (TV seriál), 6. díl, role: p. Nohejl

## Rozhlas
- 1969 Arthur Conan Doyle: Modrý korund. Vánoční případ Sherlocka Holmese. Role: Sherlock Holmes, překlad Josef Pachmayer, režie: Miroslava Valová